# Rhyacionia maritimana
Rhyacionia maritimana is een vlinder uit de familie bladrollers (Tortricidae). De wetenschappelijke naam is voor het eerst geldig gepubliceerd in 1981 door Prose.
De soort komt voor in Europa.